# Margaret River Tennis International 2012
Il Margaret River Tennis International 2012 (Australia F10 Futures 2012) è stato un torneo di tennis facente della categoria ITF Women's Circuit nell'ambito dell'ITF Women's Circuit 2012 e dell'ITF Men's Circuit nell'ambito dell'ITF Men's Circuit 2012. Sia il torneo maschile che quello femminile si sono giocati a Margaret River in Australia dall'8 al 14 ottobre 2012 su campi in cemento.

## Campioni

### Singolare maschile
Michael Venus ha battuto in finale  Adam Feeney con il punteggio di 6–3, 3–6, 6–3.

### Doppio maschile
Luke Saville /  Andrew Whittington hanno battuto in finale  Matthew Barton /  Michael Look con il punteggio di 7–6(6), 7–6(4).

### Singolare femminile
Victoria Larrière ha battuto in finale  Olivia Rogowska con il punteggio di 6–3, 6–3.

### Doppio femminile
Miyabi Inoue /  Mai Minokoshi hanno battuto in finale  Nicha Lertpitaksinchai /  Peangtarn Plipuech con il punteggio di 6(8)–7, 7–6(3), [14–12].